# アンジェリカ・ヴァン・ビューレン
サラ・アンジェリカ・シングルトン・ヴァン・ビューレン（Sarah Angelica Singleton Van Buren、1818年2月13日 - 1877年12月29日）は、第8代アメリカ合衆国大統領マーティン・ヴァン・ビューレンの息子エイブラハムの妻であり、ヴァン・ビューレン大統領のファーストレディ代理を務めた人物である。ファーストレディ代理に就任したときは20歳で、アメリカ合衆国のファーストレディおよびその代理の中では最年少である。

## 若年期
サラ・アンジェリカ・シングルトンは1818年2月13日にサウスカロライナ州ウェッジフィールドで生まれた。父はリチャード・シングルトン(Richard Singleton)、母はレベッカ・トラヴィス・コールズ(Rebecca Travis Coles)で、アンジェリカは6人兄弟の4番目だった。
サウスカロライナ州のコロンビア女学校を卒業した後、フィラデルフィアのマダム・グレロー・フレンチ・スクールで5年間学んだ。アンジェリカはマダム・グレロー・フレンチ・スクールでは人気のある生徒であり、この学校では多様な人々と出会う機会が与えられた。

## 結婚
1837年から1838年にかけての冬、アンジェリカとその姉妹のマリオンは、母レベッカのいとこで連邦上院議員のウィリアム・C・プレストンのワシントンD.C.にある邸宅に滞在した。レベッカのもう一人のいとこで、元ファーストレディのドリー・マディソンは、アンジェリカたちをワシントンの社交界に紹介した。
当時の大統領、マーティン・ヴァン・ビューレンは、大統領就任以前に妻ハンナを病気で亡くし、その後再婚しなかった。ヴァン・ビューレンの5人の子供は全員男性だったため、ヴァン・ビューレン家には女性がいない状態だった。それを見かねたマディソンが仲人役となって、1838年3月にヴァン・ビューレンの息子たちにアンジェリカ姉妹を紹介した。アンジェリカは長男のエイブラハムと交際を始め、すぐにエイブラハムはアンジェリカに求婚した。2人はエイブラハムの31歳の誕生日である1838年11月27日に、ウェッジフィールドにある父親の農園で結婚式を挙げた。ヴァン・ビューレン大統領は結婚式に参列できなかったが、オールドサウスとの絆を深められるとして、この結婚に賛成していた。

## ファーストレディ
結婚と同時にアンジェリカはホワイトハウスのホステスとなり、大成功を収めた。また、ヴァン・ビューレン大統領のファーストレディ代理を務めた。
1839年、夫妻は叔父のアンドリュー・スティーブンソンが駐英公使を務めていたイギリスを訪れ、そのままヨーロッパ各国を訪問した。この経験から、アンジェリカはホワイトハウスの行事にヨーロッパの様式や習慣を取り入れ、ヨーロッパの宮殿の庭園をホワイトハウスに再現しようと試みた。しかし、その改革は短命に終わり、完全に実現することはなかった。
1840年の新年の行事を最後に、アンジェリカは妊娠のためホワイトハウスのホステスの任務から外れ、表舞台に現れなくなった。1840年3月に女児を出産し、レベッカと名付けたが、生まれてすぐに死亡した。同年末に2度目の妊娠をし、ホステスの任務に戻ることはなかった。
アンドリュー・ジャクソン前大統領の時代から続く1837年恐慌の中で、アンジェリカの贅沢な暮らしは非難の的となり、義父の再選にも影響を与えた。
1982年、シエナ大学研究所は、複数の歴史家に対して、アンジェリカ・ヴァン・ビューレンのようなファーストレディ代理を含むアメリカの歴代ファーストレディの評価を依頼した。アンジェリカ・ヴァン・ビューレンは42人中36位という結果になった。同様の調査はその後も行われたが、ファーストレディ代理は評価の対象外となった。

## その後
1840年の大統領選挙でマーティン・ヴァン・ビューレンは再選を果たせず、1841年3月4日の任期満了を以て退任した。1841年6月、アンジェリカは男児を出産し、シングルトン(Singleton, 1841-1885)と名付けた。その年の秋、義父はアンジェリカ夫妻をニューヨーク州キンダーフックにある自宅に呼び寄せた。アンジェリカは家中の家政婦をまとめ、義父が未だ政界に影響を及ぼしている中で、ヴァン・ビューレン邸におけるホステスを務めた。その後、アンジェリカは2人の息子、マーティン2世(Martin II, 1844-1885)とトラヴィス・コールズ(Travis Coles, 1848-1889)を産んだ。また、アンジェリカは姪のメアリー・マクダフィー(1830-1874)の後見人となり、義父に引き合わせた。
1846年、米墨戦争の勃発により夫エイブラハムは軍に復帰し、1854年に引退した。1848年、エイブラハムとアンジェリカは一家でニューヨーク市に転居し、亡くなるまでそこに住んだ。
1853年、アンジェリカは、夫の虐待から逃れた姉妹のマリオンを自宅に匿った。サウスカロライナ州の州法の規定により、マリオンは以前の夫の財産と資産の所有権を新しい夫に譲渡しなければならなかった。マリオンは所有権を取り戻すために州の裁判所に提訴したが、わずかしか取り戻せなかった。アンジェリカはこの判決に激怒し、自身の政治的コネクションを利用して介入を試みたが、民主党の派閥間の緊張のため失敗した。1854年から1856年にかけて、アンジェリカは一家でヨーロッパを旅行した。旅行中に読んだ『ハウスホールド・ワーズ』や『アルトンロック』などの文学を通して貧困の状況を知った。これらの経験から社会改革や慈善活動に関心を持ち、帰国後はその活動に専念した。
夫エイブラハムは1873年3月15日に死去した。アンジェリカはその5年後の1878年12月29日に死去し、遺体はブロンクスのウッドローン墓地に夫とともに埋葬された。